# Bezirksliga (DDR)

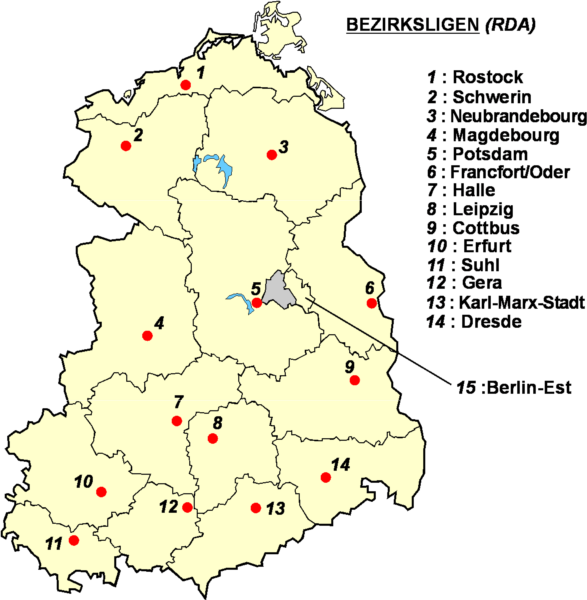
Bezirksliga

De Bezirksliga was de hoogste voetbalcompetitie in een bezirk in de Duitse Democratische Republiek (DDR) tussen 1952 en 1991. Tussen 1955 en 1963 waren de vijftien bezirksligas het vierde niveau van het voetbal in de DDR toen de II. DDR-Liga ingesteld was, de overige jaren het derde niveau.
De competities werden georganiseerd door de Oost-Duitse voetbalbond (DFV) en in bezirken kon in meerdere poules (staffel) gespeeld worden. Er werden aan het einde van het seizoen promotierondes gehouden voor promotieplaatsen naar de DDR-Liga. Ook reserveteams van clubs uit de DDR-Liga en de DDR-Oberliga konden vanaf 1957 in de bezirksliga spelen. Wel was er een tussen 1976 en 1983 een aparte competitie voor reserveteams de Nachwuchsoberliga.
In 1990, na de Duitse eenwording, vielen de bezirksligas binnen de structuur van de Duitse voetbalbond en werden in 1991 opgeheven. Voor dit niveau kwamen de Landesligas in de plaats met daarboven de Oberligas.

## Recordkampioenen per bezirk
| Bezirk                   | Club                                      | Aantal titels |
| ------------------------ | ----------------------------------------- | ------------- |
| Rostock                  | Motor Stralsund                           | 6             |
| Schwerin                 | Veritas Wittenberge                       | 9             |
| Neubrandenburg           | Empor/TSG Neustrelitz                     | 9             |
| Potsdam                  | Motor Hennigsdorf                         | 8             |
| Frankfurt (Oder)         | Motor Eberswalde                          | 18            |
| Cottbus                  | Aktivist Brieske-Senftenberg              | 7             |
| Magdeburg                | Lok Halberstadt                           | 7             |
| Halle                    | Chemie Wolfen                             | 6             |
| Erfurt                   | Motor Rudisleben, Motor/Robotron Sömmerda | 6             |
| Gera                     | Wismut Gera II                            | 6             |
| Suhl                     | Empor/Chemie Ilmenau                      | 8             |
| Dresden                  | TSG Gröditz                               | 6             |
| Leipzig                  | Motor Altenburg                           | 5             |
| Chemnitz/Karl-Marx-Stadt | FC Karl-Marx-Stadt II                     | 6             |
| Oost-Berlijn             | Lichtenberg 47                            | 8             |